# Riet
Riet (Phragmites australis, synoniem: Phragmites communis), ook echt riet of gewoon riet, is een plantensoort uit de grassenfamilie (Poaceae). De plant is een prominent aan waterkanten aanwezige helofyt. Riet breidt zich op drie manieren uit: door zaad, door wortelstokken en door uitlopers, dat wil zeggen bovengrondse, horizontale stengels waarbij op de knopen een nieuwe plant ontstaat. De plant komt als exoot in Noord-Amerika voor. Daar wordt de plant als invasieve soort of onkruid gezien.
Rietgras (Phalaris arundinacea) lijkt in het vegatieve stadium op riet, maar heeft een vliezig tongetje in plaats van haartjes.

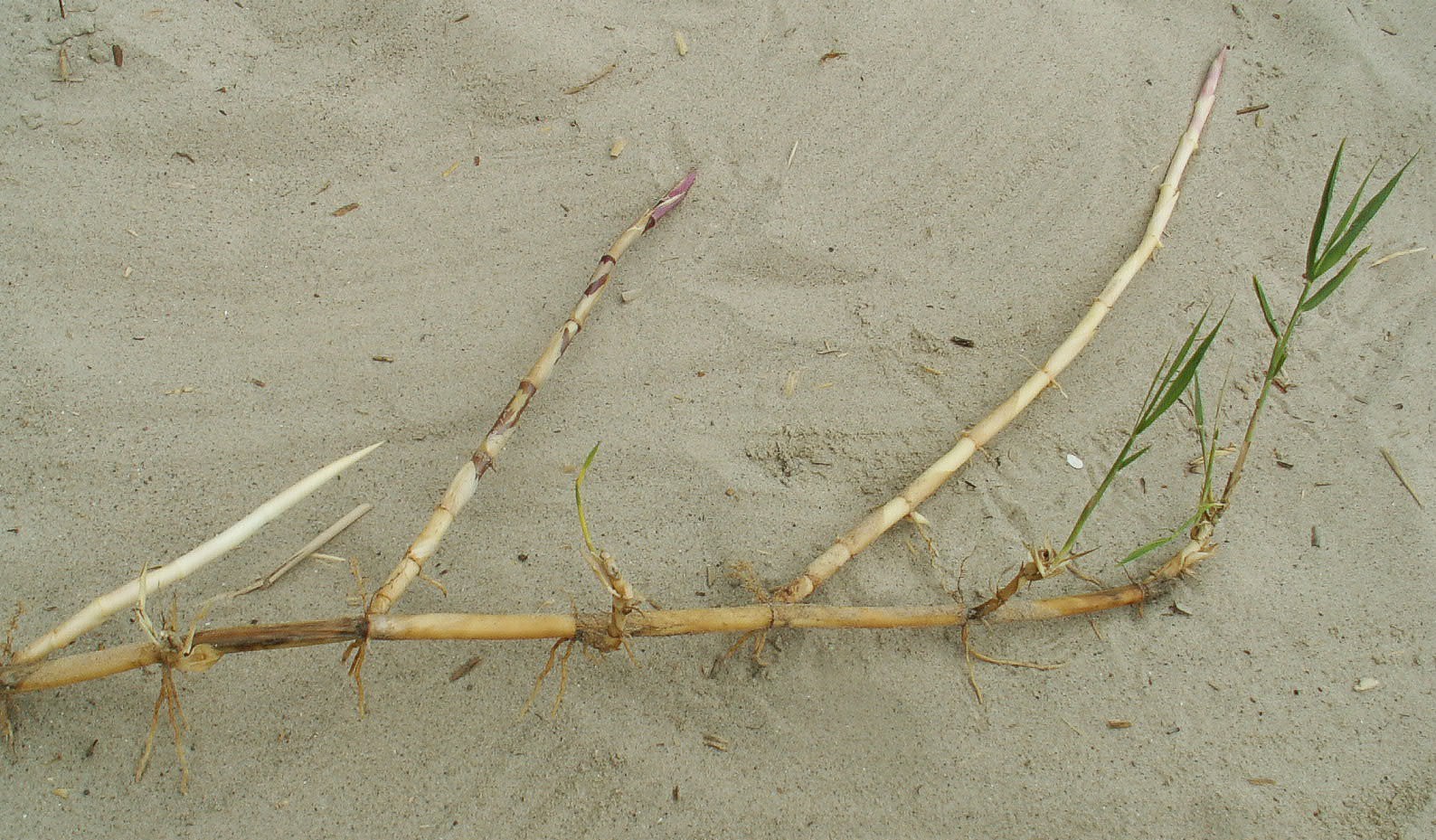
Wortelstok met uitlopers

Riet kan 1–3 m hoog worden. De stengel staat stijf rechtop en het 1–3 cm brede blad met spits toelopende top is grijsgroen. Op de grens van de bladschede en de bladschijf zit een tongetje (ligula) dat bestaat uit een krans van haren.

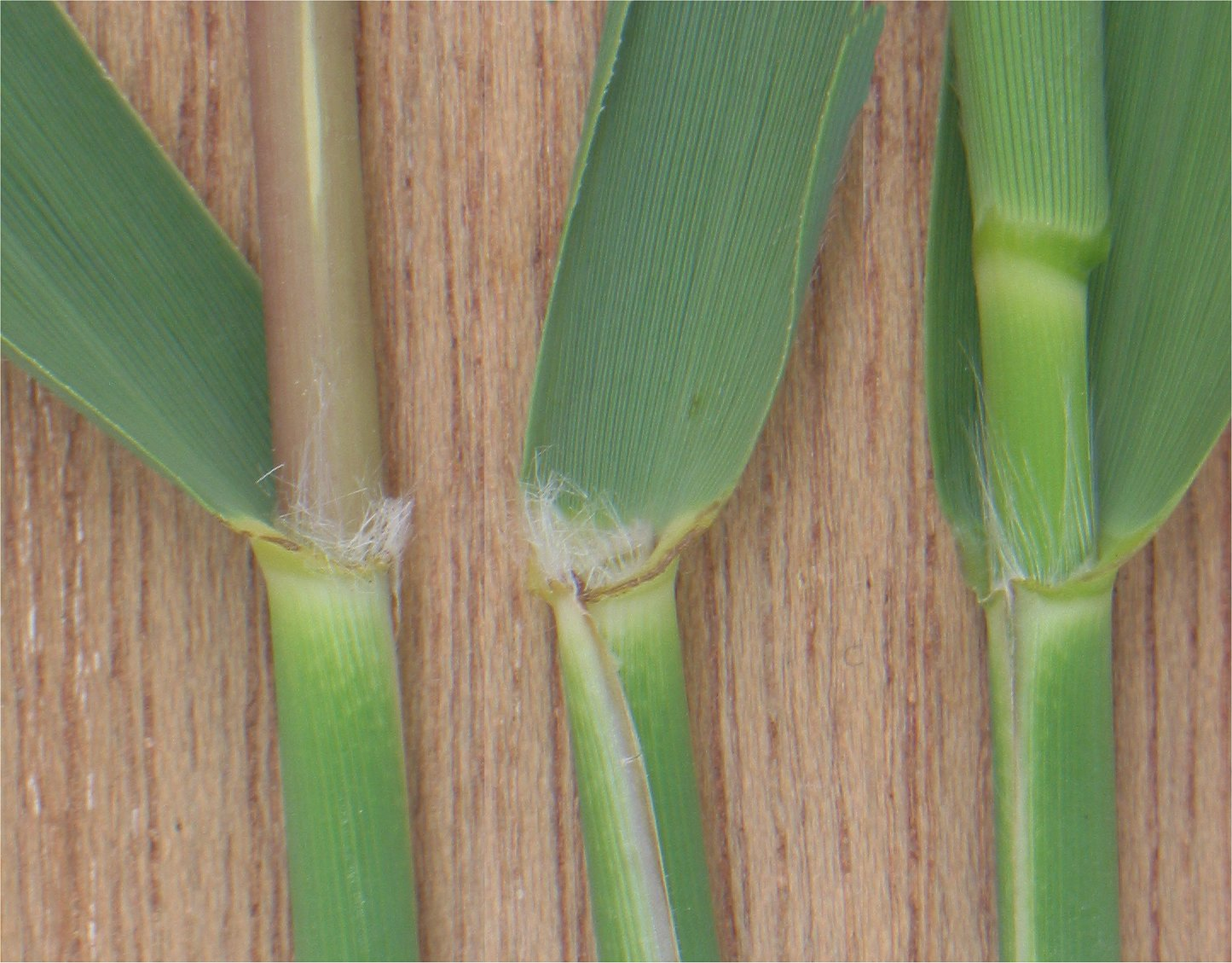
Tongetje

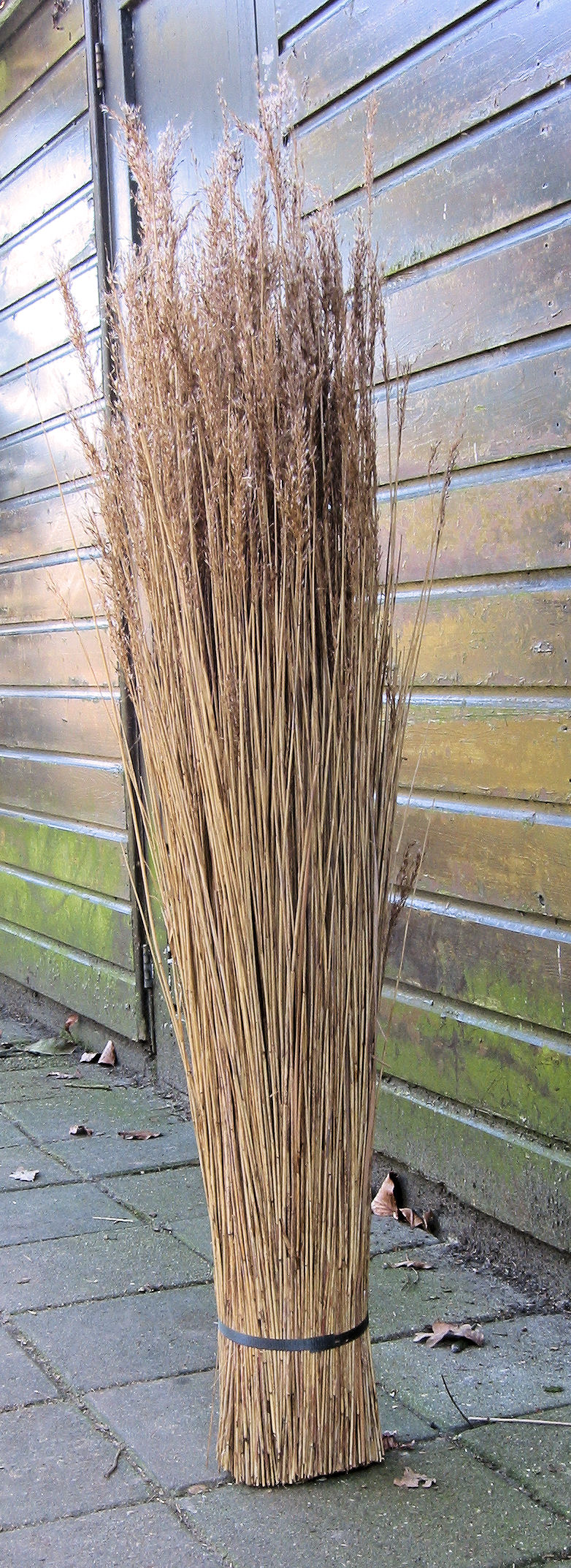
Bos Kalenberger riet

De plant bloeit van juli tot oktober met een 15–40 cm lange, sterk vertakte, purperkleurige of bruinachtige pluim, die rechtop staat of later aan de top kan gaan overhangen. De aartjes zijn tot 1,5 cm lang, bevatten twee tot zes bloempjes en zijn erg harig. De vrucht is een graanvrucht.
De plant groeit in het water of aan de waterkant op natte, zoete tot brakke bodem, maar komt ook voor langs spoorwegen en in akkerranden of onkruid in bouwland. Na de drooglegging van de IJsselmeerpolders werd eerst riet ingezaaid, dat na enkele jaren de grond geschikt maakte voor de landbouw.

## Vervening
Dood riet kan zich ophopen en later tot rietveen verworden. Dit mechanisme wordt in kleimoerassen tegengegaan wanneer het moeras droog valt. Het organisch materiaal breekt dan zeer snel af.

## Toepassingen

### Dakbedekking
Wanneer riet jaarlijks gemaaid wordt, kan een deel na sortering als dakbedekking of voor het maken van rietmatten en rietschermen gebruikt worden. Overjarig riet is hiervoor minder geschikt. Kalenberger riet wordt onder meer gebruikt als bedekking op de kap en houten achtkant van molens. Het is dun riet met een spitse top en daardoor zeer geschikt voor steile vlakken.

### Muziekinstrumenten
Een riet wordt gebruikt bij bepaalde muziekinstrumenten, rietblazers zoals de hobo, klarinet, fagot en saxofoon. De plant waarvan het riet gesneden wordt is echter pijlriet (Arundo donax, het bamboeachtige Spaanse riet). Het blazen over (een klein stukje van) het riet zorgt ervoor dat het gaat trillen, waardoor er geluid ontstaat.

### Helofytenfilter
Wanneer verontreinigd water door een rietland geleid wordt, dan wordt dit gereinigd. Dit noemt men een helofytenfilter. Er zijn zwembaden die in plaats van allerlei mechanische en chemische middelen water zuiveren in een rietveld. Ook zie je bij verkeerspleinen vaak dat een rietveld aanwezig is. Het gemaaide riet is weliswaar verontreinigd, maar het water is meestal dusdanig gereinigd dat het op het oppervlaktewater geloosd kan worden. In proefopstellingen werd ook getest of verticale tuinmuren kunnen ingeschakeld worden voor de waterzuivering, volgens het principe van het rietveld.

## Trivia
Vincent van Gogh gebruikte voor een aantal van zijn pentekeningen rietstengels, waaraan hij een scherpe punt sneed. Ook maakte hij tekeningen en schilderijen over rietgedekte huizen in Normandië met hun typische bloemenvorsten (uit klei met dakplanten).